# فيناسيتين
فيناسيتين (بالإنجليزية: Phenacetin)‏ هو مركب مشتق من الأمبيدوفينول، ويوجد على هيئة بلورات عديمة اللون قليلة الذوبان في الماء، ويستعمل بكثرة خافضا للحرارة، ولإزالة الصداع وآلام الأعصاب والرثية (الروماتيزم)
, مشتقات بارا أمينو فينول Para Aminophenole Derivatives ( مشتقات الأنيلين Aniline Derivatives ): ويمثلها المركبات التالية:
- أسيتانيليد.
- باراسيتامول .
- فيناستين.

تم إيقاف استعمال المركب الأول وهو الأسيتانيليد بسبب تأثيراته السمية الكبدية والكلوية والدموية.

## الحرائك الدوائية
الامتصاص: يمتص الفيناسيتين عن طريق الامعاء ويصل للتركيز الاعظمي بعد حوالي ساعتين في حين يحتاج الباراسيتامول إلى نصف ساعة ليصل التركيز الأعظمي .
التوزع والانتشار: يرتبط الباراسيتامول مع بروتينات البلازما بنسبة 25-30% .
الاستقلاب: يستقلب الفيناسيتين والأسيتانيليد في الكبد بتفاعلات الاكسدة إلى باراسيتامول
( أسيتامينوفن ) والذي بدوره يستقلب بالاقتران مع حمض الغلوكورونيك بنسبة 80% أما النسبة الباقية منه فيتم استقلابها بواسطة تفاعلات الأكسدة متحولاً إلى مركب سام يعرف باسم (N-AcetylPara Benzo Quinone Imine ( N.A.P.B.Q.I . كما يستقلب الفيناسيتين إلى مستقلب آخر هو البارافينيتيدين والذي بدوره يستقلب بالأكسدة في الكبد إلى هيدروكسي فينيتيدين وأيضاً إلى مركب آخر وذلك بأكسدة النواة العطرية إلى هيدروكسي فيناسيتين. يعتبر مركبا البارا فينيتيدين والهيدروكسي فيناستين مسؤولين عن التأثيرات السمية للفيناستين.